# 비피테노

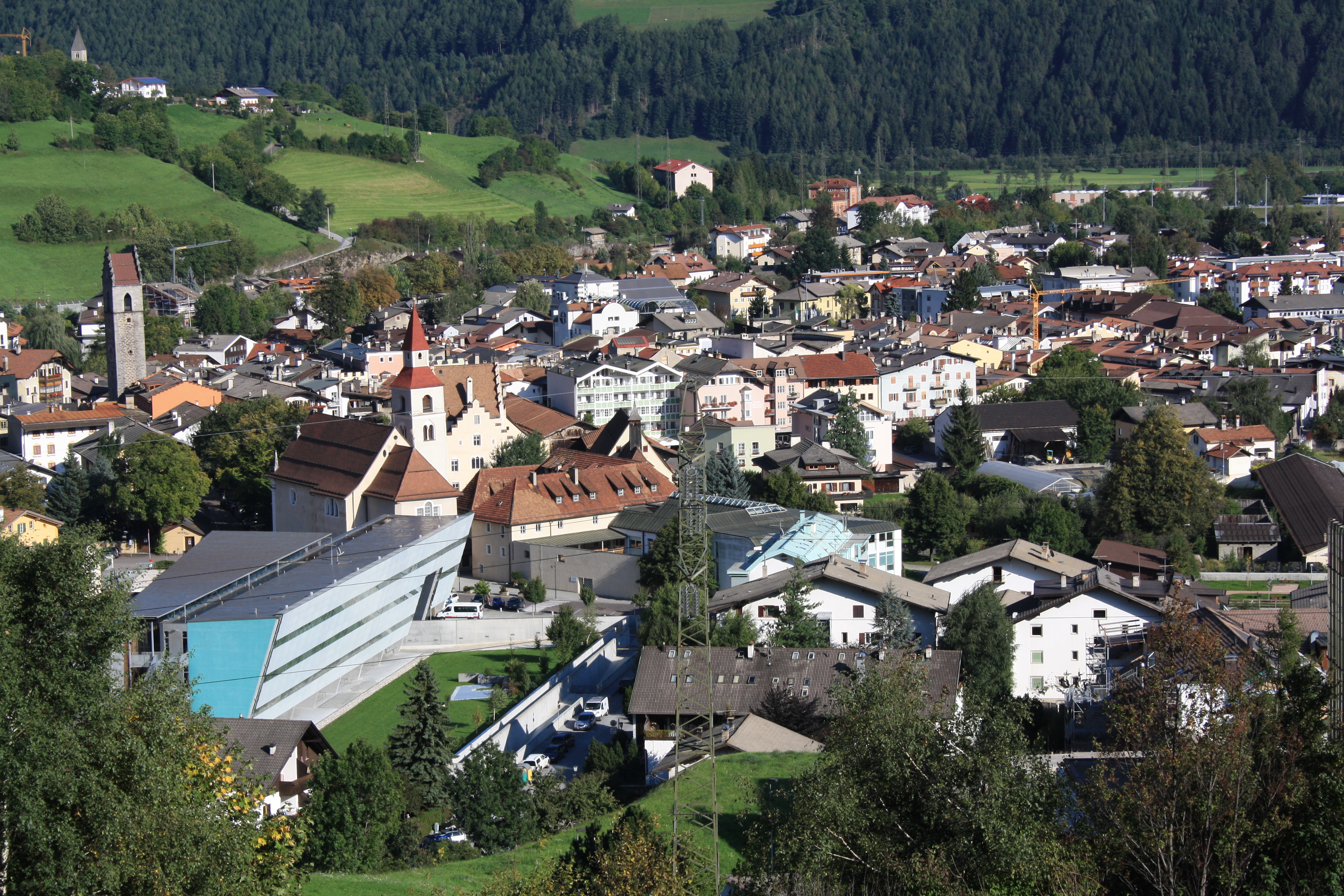
비피테노의 전경

비피테노(이탈리아어: Vipiteno) 또는 슈테르칭(독일어: Sterzing)은 이탈리아 트렌티노알토아디제주 볼차노도에 속한 도시이다.